# Falsomesosella bhutanensis
Falsomesosella bhutanensis är en skalbaggsart som först beskrevs av Stefan von Breuning 1968.  Falsomesosella bhutanensis ingår i släktet Falsomesosella och familjen långhorningar. Inga underarter finns listade i Catalogue of Life.